# Klindworth (Familienname)
Klindworth ist ein Familienname, der im Norden Deutschlands verbreitet ist.
Im Plattdeutschen meint der Name – so wie auch Kleenworth, Kleinwort, Langeworth und Worthmann – den Wurtenbauern im Marschland, der auf einer Wurt, einer Erhöhung im Gelände, siedelt.

## Schreibweisen
- Klindwort
- Klindwordt
- Klindworth
- Klintwort
- Klintworth
- Klindtwort
- Klindtworth

## Bekannte Namensträger
- Carl August Klindworth (1791–1862), deutscher Mechaniker, Gründer einer Maschinenfabrik in Hannover, der dort die erste Dampfmaschine im Königreich baute
- Friedrich Klindworth (1818–1903), auch: Justus Christian Friedrich Klindworth und Johann Friedrich Klindworth, deutscher Hofbuchdrucker und Verleger, Kommerzienrat und Freimaurer
- Georg Klindworth (1798–1882), deutscher Diplomat und Geheimagent, der in Diensten mehrerer europäischen Staatsmänner und Fürsten stand.
- Johann Klindworth (Politiker) (1900–1976), deutscher Landwirt und Politiker (CDU), MdL Niedersachsen
- Johann Andreas Klindworth (1742–1813), deutscher Mechaniker und Uhrmacher
- Karl Klindworth (1830–1916), deutscher Komponist und Klaviervirtuose